# Minčolík
Minčolík (1032 m n.p.m.) – szczyt górski w północno-zachodniej części pasma Gór Czerchowskich we wschodniej Słowacji. Zalesiony. 
Przez szczyt biegnie znakowany szlak turystyczny: 
 wieś Ďurková – wieś Šarišské Jastrabie – Minčolík – przełęcz Pod Minčolom – Minčol – wieś Livovská Huta
Źródło: 
- Juraj Kordováner, Eva Cihovičová, Zdeněk Šír (red.) Čergov. Turistická mapa. 1:50.000, 2. vydanie, VKÚ a.s., Harmanec, 2002